# Timia mokhnata
Timia mokhnata is een vliegensoort uit de familie van de prachtvliegen (Ulidiidae). De wetenschappelijke naam van de soort is voor het eerst geldig gepubliceerd in 2014 door Galinskaya.